# Трембита (фильм)
«Тремби́та» — советская музыкальная кинокомедия 1968 года по мотивам одноимённой оперетты Юрия Милютина.
Среди лидеров кинопроката 1969 года заняла 4-е место (51,2 миллиона зрителей).

## Сюжет
В Закарпатье после окончания Великой Отечественной войны объявляется Богдан Сусик, бывший дворецкий графа Шёнборна. Только ему известно о существовании тайника, в котором бежавший с отступавшими оккупантами граф спрятал свои миллионы. В это же время происходит операция по разминированию окрестностей села, где велись боевые действия.
Молодёжь села собирается разбить новый сад, снеся остатки развалин старого графского замка. Тем временем в замок пробирается Сусик, где его застаёт взрыв. Выбираясь из обломков, он обнаруживает сундук с графскими «драгоценностями», которые оказываются довоенными ценными бумагами Третьего рейха и немецких компаний. Естественно, что их ценность после войны равна нулю. «Миллионы, только бывшие» — резюмируют прибывшие сапёры.

## В ролях

Кадр из фильма

- Евгений Весник — Богдан Сусик, аферист, бывший дворецкий графа и бывший возлюбленный Параси Никаноровны
- Николай Трофимов — Филимон Фёдорович Шик, бывший землевладелец
- Ольга Аросева — Парася Никаноровна, мать Олеси (поёт Гликерия Богданова-Чеснокова)
- Алексей Чернов — Атанас Григорьевич, дедушка Василины, бывший графский садовник
- Борис Савченко — сержант-сапёр Алексей Сомов (поёт Владимир Киняев)
- Людмила Купина — Василина (озвучивает Ия Саввина, поёт Галина Белоцерковская)
- Савелий Крамаров — Пётр, сапёр-неудачник
- Юлия Вуккерт — Олеся (поёт Людмила Ревина)
- Александр Галевский — Микола, сын председателя (поёт Анатолий Рыбаков)
- Иван Переверзев — Прокоп, отец Миколы, председатель
- Сергей Блинников — капитан Сазонов
- Илья Олейников — Михась, житель села (в титрах — И. Клявер)
- Иван Матвеев — дед Грицко
- Валентина Пугачёва — эпизод

## Съёмочная группа
- Авторы сценария: Олег Николаевский, Владимир Масс
- Режиссёр: Олег Николаевский
- Оператор: Иван Артюхов
- Композитор: Юрий Милютин
- Либретто: Владимир Масс, Михаил Червинский
- Художник: Владислав Расторгуев
- Балетмейстер: Владимир Кирсанов

## Технические данные
- Цветной, звуковой, широкоэкранный